# Francesco Tornabene
Francesco Tornabene (* 19. Juni 1958 in Enna, Sizilien) ist Hörfunkjournalist und Autor italienischer Herkunft. Er lebt und arbeitet in Köln.

## Leben
Francesco Tornabene studierte von 1979 bis 1986 Journalistik an der Universität Dortmund. Von 1982 bis 1983 absolvierte er ein Volontärspraktikum beim Westdeutschen Rundfunk in Köln mit Schwerpunkt in der Programmgruppe Fernseh-Unterhaltung und Musik. Dort war er an der Konzeption neuer Unterhaltungsformate beteiligt („So Isses“, „Showstart“) und arbeitete redaktionell an einigen Folgen von Rudis Tagesshow mit. Seine Diplomarbeit „Freibeuter der Sensationen – Gefahr ist ihr Geschäft. Das Stereotyp des Journalisten im zeitgenössischen westlichen Kino-Spielfilm“ schrieb er zusammen mit Tilmann P. Gangloff.
Seit 1984 ist Tornabene hauptsächlich als Filmkritiker tätig, zunächst für die Presse und seit 1986 als freier Hörfunkjournalist. Mit seinen hörspielartigen Rezensionen in WDR-Sendungen wie Flippzeit und Riff gab er der Filmkritik in den achtziger Jahren ein neues Audio-Design. Von 2002 bis 2004 und 2009 war er Mitglied der Jury des „Deutschen Filmmusikpreises“, der vom „Verband der deutschen Filmkritik“ (angeschlossen an die Fédération Internationale de la Presse Cinématographique) vergeben wird.
Tornabene produziert Beiträge für verschiedene Redaktionen des Westdeutschen Rundfunks Köln, ferner für Deutschlandradio, Radio Bremen und Rundfunk Berlin Brandenburg.

## Hörfunk-Sendungen (Auswahl)
- Die Spur führt ins Nichts (Hörspiel) Regisseur und Produzent, Autoren: Francesco Tornabene, Andreas Hauffe, Christian Ingomar, Querfunk, Januar 2003
- Batman wird 65, Feature, Neugier Genügt, WDR 5, Mai 2004
- Nazis im Hollywoodfilm, Feature, Radio Bremen, Januar 2005, Autoren: Francesco Tornabene und Uwe Mies
- All that Jazz, zweistündige Sendung über Filmmusik im „Jazzpoint“, WDR 5, September 2006, Autoren: Francesco Tornabene und Jörg Gerle

## Bibliographie
- „Federico Fellini, Realist des Fantastischen“, Francesco Tornabene, Benedikt Taschen Verlag Berlin 1990, ISBN 3-89450-084-0
- Die Bilder in unseren Köpfen – Wie Stereotypen entstehen und den Fernsehalltag prägen, in: Liebe, Tod und Lottozahlen, Fernsehen in Deutschland, Herausgeber: Tilmann P. Gangloff, Stephan Abarbanell, GEP-Buch im J. F. Steinkopf Verlag Hamburg Stuttgart 1994, ISBN 3-7984-1027-5
- Espresso italiano. In: 40 Jahre Gastarbeiter. Herausgeber: Karl-Heinz Meier-Braun, Martin A. Kilgus, Wolfgang Niess, Stauffenburg Verlag, Tübingen 1998, ISBN 3-86057-037-4.

## Sonstige Projekte
- Sounddesign für eine Cartoon-Ausstellung von Peter Gaymann im Wilhelm-Busch-Museum, Hannover 2002
- Sounddesign für das Theaterstück Warlords von Kristóf Szabó, Köln 2008